# 250354 Lewicdeparis
A 250354 Lewicdeparis (ideiglenes jelöléssel 2003 SP244) a Naprendszer kisbolygóövében található aszteroida. B. Christophe fedezte fel 2003. szeptember 25-én.